# Ernst Bernheim
Ernst Bernheim (19 février 1850 - 9 juillet 1942) est un historien allemand connu pour son livre influent sur la méthode historique : Lehrbuch der historischen Methode (1889).

## Jeunesse
Il est né à Hambourg d’un marchand, Ludwig Berheim (né le 7 décembre 1815 à Fürstenberg en Basse-Saxe) et d’Emma Simon (née le 15 avril 1834 à Kolberg).
Il se marie le 16 avril 1884 avec Amalie ("Emma") Henriette Jessen (né le 18 septembre 1861 à Hambourg et morte le 9 juillet 1945 à Greifswald). Ils ont eu une fille et trois garçons.

## Carrière
Ernst suit les cours du Johanneum à compter de 1862 et obtient son Abitur le 22 septembre 1968. De 1868 à 1872, il étudie l’histoire à Berlin, Heidelberg et Strasbourg. Il obtient ses doctorats en philosophie et en droit en 1873 à Strasbourg (son directeur de thèse est Georg Waitz). Il obtient son habilitation à diriger des recherches à Göttingen (1874-75, sous la supervision de Julius Weizsäcker). Peu après, il enseigne l’histoire à l’Université de Göttingen et à l’Université de Bonn.
En 1883, il est nommé à l’Institut d’histoire de l’Université de Greifswald. Il est élu recteur de cette université en 1899.

## Période nazie
Bernheim meurt le 3 mars 1942 à Greifswald. Ses anciens collègues parviennent à circonvenir les ordres nazis et à l’enterrer dans sa tombe familiale le 23 juillet 1943, mais ne peuvent pas célébrer ses obsèques.

## Référence
1. ↑  Staatsarchiv Hamburg, 741-2, Genealogische Sammlung, Bernheim